# ایشی کیکوجیرو
ایشی کیکوجیرو (به ژاپنی: 石井 菊次郎 Ishii Kikujirō)؛ ۲۴ آوریل ۱۸۶۶ – ۲۵ مهٔ ۱۹۴۵) دیپلمات، وزیر در دوره شووا اهل ژاپن بود.